# Гуарда
Гуа́рда (порт. Guarda; ['gwaɾdɐ]) — город в Португалии, центр одноимённого округа и муниципалитета. Численность населения — 30,2 тыс. жителей (город), 44,3 тыс. жителей (муниципалитет). Город и муниципалитет входит в экономико-статистический регион Центральный регион и субрегион Бейра-Интериор-Норте. По старому административному делению входил в провинцию Бейра-Алта.

## Расположение
Город расположен в 262 км на северо-восток от столицы Португалии города Лиссабон. Гуарда наиболее высокогорный город в континентальной Португалии (1056 м).

Муниципалитет граничит:
- на северо-востоке — с муниципалитетом Пиньел
- на востоке — с муниципалитетом Алмейда
- на юго-востоке — с муниципалитетом Сабугал
- на юге — с муниципалитетами Белмонти и Ковильян
- на западе — с муниципалитетами Говейя и Мантейгаш
- на северо-западе — с муниципалитетом Селорику-да-Бейра

## Население
| Население муниципалитета Гуарда (1801—2004) | Население муниципалитета Гуарда (1801—2004) | Население муниципалитета Гуарда (1801—2004) | Население муниципалитета Гуарда (1801—2004) | Население муниципалитета Гуарда (1801—2004) | Население муниципалитета Гуарда (1801—2004) | Население муниципалитета Гуарда (1801—2004) | Население муниципалитета Гуарда (1801—2004) | Население муниципалитета Гуарда (1801—2004) |
| ------------------------------------------- | ------------------------------------------- | ------------------------------------------- | ------------------------------------------- | ------------------------------------------- | ------------------------------------------- | ------------------------------------------- | ------------------------------------------- | ------------------------------------------- |
| 1801                                        | 1849                                        | 1900                                        | 1930                                        | 1950                                        | 1981                                        | 1991                                        | 2001                                        | 2004                                        |
| 17 287                                      | 21 771                                      | 38 800                                      | 43 283                                      | 48 994                                      | 40 360                                      | 38 765                                      | 44 084                                      | 44 149                                      |

## История
Город основан королём Саншу I в 1199 году.

## Достопримечательности
В городе находится кафедральный собор построенный в готическом стиле в XIV-XVI веках, и реставрированный в 1899 и 1921 годах.

## Районы

Муниципалитет состоял до 2013 года из 55 (после 2013 из 43) фрегезий:
| - Адан - Албарду - Алдейя-ду-Бишпу - Алдейя-Висоза - Алвендре - Аррифана - Авеланш-да-Рибейра - Авеланш-де-Амбон - Бенешпера - Карвальял-Меан - Казал-де-Синза - Каштаньейра - Кавадоде - Кодессейру - Коружейра | - Файа - Фамаликан - Фернан-Жоанеш - Гагуш - Гонсалу - Гонсалу-Бокаш - Жуан-Антан - Масаиньяш - Мармелейру - Мейуш - Мизарела - Монте-Маргарида - Панойяш-де-Сима - Пега - Пера-ду-Мосу | - Перу-Соареш - Порту-да-Карне - Позада - Рамела - Рибейра-душ-Кариньюш - Рокамонду - Рошозу - Сантана-да-Азинья - Сан-Мигел-да-Гуарда - Сан-Мигел-ду-Жармелу - Сан-Педру-ду-Жармелу - Сан-Висенте - Се - Сейшу-Амарелу - Собрал-да-Серра | - Тринта - Вале-де-Эштрела - Вальельяш - Вела - Видемонте - Вила-Кортеш-ду-Мондегу - Вила-Фернанду - Вила-Франка-ду-Деан - Вила-Гарсия - Вила-Соейру |